# 组织 (社会科学)
组织一词有几层基本含义。作为动词，即按一定目的进行编排、组合；作为名词，就是上述活动的结果——有组织的实体，或实体内组成要素间的关系。“组织”是社会科学、自然科学许多知识领域的基本概念，本条目的主题，是作为社会实体的“组织”概念，是以人为主要元素构成的系统，并具有目标、行为与活动。

## 概述
“组织”是以人为基本构成要素的社会性实体，虽然组织出现的历史可以与人类社会的历史相提并论，但构成当今社会主体，主宰我们生活的基本组织形态（例如企业），却是在20世纪才大量涌现的。对社会组织的研究，已经成为一个专门的领域，即组织理论。其研究主要来源于社会学、经济学、管理学，还有如历史学、人类学、心理学、政治科学等，都与组织理论有着密切的关系。

## 基本概念
在20世纪初叶，马克斯·韦伯最早把组织作为基本研究对象加以界定，并系统地研究，被后人称为“组织理论之父”。自韦伯以来，许多研究者对组织做了不同的定义，但迄今并没有一个为大家共同接受的公认定义。但综合多种组织定义的内容，可以归纳出如下的基本理解要素：
社会实体：作为人类社会的基本构成单元，在社会中生存、演化、互动。
人：构成社会组织的基本要素。
目标：组织存在的理由。这同时也把那些无目的性的自发涌现的结构排除了。
系统：组织是一种动态、开放系统。系统概念，同时还意味着組織的内部结构、规则与边界的存在，以及整体行为、与环境之间的交流等。
活动：组织的目标或行为，是通过其内部的活动达成的。
此外，对于复杂的组织（例如企业），规则或制度、技术或知识以及资源等，也是不可忽视的要素。

## 组织的类型与形态
在现今社会常见的组织形態例如：政府、军队、政党、学校、医院、企业、行业组织、专业协会、工会、慈善机构、宗教组织，等等。在法律上，组织可以被认定为法人，从而具有某种类似自然人的独立社会经济地位。
从形态或结构上，经典的组织形态为：官僚组织、金字塔型组织，稍后的例如矩阵型组织、網絡型组织。近些年还涌现了许多新型组织的概念，例如：学习型组织、团队型组织、过程中心组织、虚拟组织等。